# Momoko Fukuchi
Pour les articles homonymes, voir Fukuchi et Fukuchi (homonymie).
Momoko Fukuchi (福地桃子, Fukuchi Momoko), née le 26 octobre 1997 à Tokyo (Japon), est une actrice et tarento japonaise. Elle appartient à Lepro Entertainment.

## Biographie
Momoko Fukuchi naît à Tokyo en 1997 de Kumi Aochi et de Shō Aikawa, un acteur fétiche des films de Takashi Miike et de Kiyoshi Kurosawa. Elle est la plus jeune de cinq frères et sœurs.
Dès l'âge de 3 ans jusqu'à sa 6e année de l'école primaire, elle accompagne son père sur les sites de tournage de V Cinema et est témoin du jeu d'acteur de son père,.
En 2014, à la demande de Hideyuki Kazuki, qui était ami avec ses parents lorsqu'elle avait 17 ans, elle est choisie pour incarner la fille du personnage principal, interprété par son père Sho Aikawa, dans la série télévisée « Shacking the Borrower » (TV Tokyo). Comme elle voulait devenir actrice sous son vrai nom, Momoko Fukuchi, elle choisit une agence différente de celle de son père et, en février 2016, elle rejoint Lepro Entertainment, où appartient son idole Yui Aragaki,.
Elle fait ses débuts en tant qu'actrice dans « Undercover Investigation Idol Detective Dance » (TV Tokyo), diffusé en octobre 2016. Elle apparait ensuite dans plusieurs émissions de variétés et commence sérieusement sa carrière dans l'industrie du divertissement.
En 2018, elle apparait régulièrement dans des séries télévisées pendant deux saisons consécutives, dont « You Have a Home to Return to » en avril et « Cheer☆Dan » en juillet (tous deux sur TBS TV). Elle fait sa première apparition dans un film dans « Amanogawa », sorti le lendemain, le 9 février 2019, et est devenu son premier rôle principal,. En avril de la même année, elle sort « Beppin-san », « Warotenka » et « Hanbu, Aoi ». Après quatre tentatives d'audition, l'actrice réalise enfin son rêve de faire ses débuts dans le programme matinal Asadora de NHK dans 'Natsuzora', le 100e drama continu de la chaîne. Elle joue le rôle de la sœur de l'héroïne, un rôle souvent considéré comme « un tremplin vers la célébrité »,.
En 2022, elle fait sa première apparition dans un « taiga drama » de la NHK dans le 61e drame de la taïga, Kamakura-dono no 13 Nin.

## Filmographie partielle

### Au cinéma
- 2018 :  Amanogawa
- 2019 :  Anohi no orugan : Shizuki Mori
- 2022 : Sabakan (ja) : Ako
- 2022 : Leave in Summer (ja)
- 2024 :  The Women in the Lakes : Yuki Ikeda

### À la télévision
- 2016 :  Sen'nyû Sôsa Idol Deka Dance  (mini-série télévisée, 12 épisodes)
- 2018 : You've Got Someone to Come Home To (ja) : Koharu Ikeda (mini-série télévisée, 11 épisodes)
- 2018 :  Chia Dan : Sakura Ashida (mini-série télévisée, 10 épisodes)
- 2020 :  Joshi Kosei no Mudazukai : Yamamoto Minami (série télévisée, 1 épisode)
- 2020 :  #Rimorabu: Futsuu no koi wa jadou : Shiori Otamaki / Shiori (série télévisée, 9 épisodes)
- 2021 :  Male Copywriter, Takes Paternity Leave : Mariko Imaizumi (mini-série télévisée, 6 épisodes)
- 2022 :  Keshigomu wo kureta joshi wo sukininatta. : Satomi Itô (série télévisée, 10 épisodes)
- 2022 :  Reibai Tantei Jozuka Hisui : Kobayashi Mai (série télévisée, 1 épisode)
- 2023 : Makanai : Dans la cuisine des maiko : Tsurukoma (mini-série télévisée, 9 épisodes)
- 2023 :  Kazoku Dakara Aishitan Janakute, Aishita no ga Kazoku Datta  (série télévisée)
- 2023 :  Sorette pakuri janaidesuka? : Yumi Negishi (série télévisée, 10 épisodes)

## Au théâtre
- Vu du pont (2023)
- Le Voyage de Chihiro (11-30 mars 2024, Théâtre impérial / 7-20 avril, Misonoza / 27 avril-19 mai, Hakataza / 30 avril-24 mai, London Coliseum / 27 mai-7 juin, salle principale de l'Umeda Arts Theatre / 15-20 juin, Théâtre des Arts Culturels de Sapporo Hitaru)  — casting de 4 personnes avec aussi Kanna Hashimoto, Mone Kamishiraishi et Rina Kawaei[12],[13],[14]

## Récompenses et distinctions
- (en) Momoko Fukuchi: Awards, sur l'Internet Movie Database